# Dusona juvenilis
Dusona juvenilis là một loài tò vò trong họ Ichneumonidae.